# Cafetaleros de Biscucuy Fútbol Club
El Cafetaleros de Biscucuy Fútbol Club es un equipo de fútbol venezolano, establecido en Biscucuy, municipio Sucre del estado Portuguesa. Milita en la Tercera División de Venezuela y a su vez, compite en las categorías juveniles y femeninas tanto a nivel local como a nivel interregional.

## Historia
Sus inicios fueron en la Liga de Fútbol del Municipio Sucre LIFUTSU en Biscucuy, a cargo del profesor Jose Deusdedit Hidalgo Pimentel, quien junto a un grupo de jóvenes de un sector popular llamado Sinecio Castillo comenzaron a actuar en los torneos locales y regionales, destacándose en las categorías menores.
Fundado el 22 de junio de 2013, recibe el nombre de Cafetaleros se debe a que Biscucuy cuenta con 3.335 familias productoras de café, cuya calidad es considerada la mejor de toda Venezuela, siendo el municipio Sucre, el primer productor a nivel nacional.
Su presidenta actual es la señora Malave Pimentel, y juega en el Estadio Hermanos Alberto Azuaje de Biscucuy en honor a los fundadores del Fútbol de Biscucuy en la década de los años 70.
La propuesta de jugar en la tercera división nace del abogado Juan Rondón, con larga trayectoria deportiva en el fútbol Portugueseño.
El primer gol del equipo fue marcado por el joven de apenas 17 años Ronaldo Delfin al min 52' para empatar  1 a 1 con Yaracuy FC, el 11 de marzo de 2017, en juego realizado en Biscucuy.

## Instalaciones
El cuadro de Biscucuy juega sus partidos como local en el Estadio Hermanos Alberto Azuaje, ubicado en la localidad. Tiene como su sede alterna una cancha de entrenamiento en su sede propia.

## Datos del club
- Fundación del equipo: 22-junio-2013
- Temporadas en 1.ª División: 0
- Primer partido en Primera División:
- Temporadas en 2.ª División: 0
- Temporadas en 3.ª División: 3 Tercera División Venezolana 2017, 2018 y 2019
- Temporadas en 4.ª División: 3          Torneo Estaduales de Venezuela 2014, 2015 y 2016

## Uniforme

### Patrocinantes

#### Indumentaria y patrocinador
| Periodo          | Proveedor |
| ---------------- | --------- |
| 2019-Actualmente | Givova    |

| Periodo         | Patrocinador                           |
| --------------- | -------------------------------------- |
| 2019-Actualidad | AgroMaquinas Construcciones Mejias C.A |

## Plantilla 2020
- = Lesionado de larga duración
- = Lesionado leve.
- = Capitán

### Altas y bajasTercera División Venezolana 2019
| Altas |

| Jugador | Nacionalidad         | Posición      | Procedencia          | Tipo    |
| ------- | -------------------- | ------------- | -------------------- | ------- |
|         | Bandera de Venezuela | Defensa       | Bandera de Venezuela | Compra  |
|         | Bandera de Venezuela | Portero       | Bandera de Venezuela | Compra  |
|         | Bandera de Venezuela | Mediocampista | Bandera de Venezuela | Compra  |
|         | Bandera de Venezuela | Defensa       | Bandera de Venezuela | Compra  |
|         | Bandera de Venezuela | Mediocampista | Bandera de Venezuela | Compra. |
|         | Bandera de Venezuela | Mediocampista | Bandera de Venezuela | Cesión. |
|         | Bandera de Venezuela | Mediocampista | Bandera de Venezuela | Cesión. |
|         | Bandera de Venezuela | Mediocampista | Bandera de Venezuela | Cesión. |
|         | Bandera de Venezuela | Mediocampista | Bandera de Venezuela | Cesión. |
|         | Bandera de Argentina | Mediocampista | Bandera de Argentina | Cesión. |
|         | Bandera de Venezuela | Mediocampista | Bandera de Venezuela | Compra. |

| Bajas |

| Jugador | Nacionalidad         | Posición      | Destino              | Tipo   |
| ------- | -------------------- | ------------- | -------------------- | ------ |
|         | Bandera de Venezuela | Delantero     | Bandera de Venezuela | Libre  |
|         | Bandera de Venezuela | Delantero     | Bandera de Venezuela | Libre  |
|         | Bandera de Venezuela | Delantero     | Bandera de Venezuela | Libre  |
|         | Bandera de Venezuela | Delantero     | Bandera de Venezuela | Libre  |
|         | Bandera de Venezuela | Delantero     | Bandera de Venezuela | Libre  |
|         | Bandera de Venezuela | Delantero     | Bandera de Venezuela | Libre  |
|         | Bandera de Venezuela | Defensa       | Bandera de Venezuela | Libre  |
|         | Bandera de Venezuela | Defensa       | Bandera de Venezuela | Venta  |
|         | Bandera de Venezuela | Mediocampista | Bandera de Venezuela | Libre  |
|         | Bandera de Venezuela | Delantero     | Bandera de Venezuela | Libre  |
|         | Bandera de Argentina | Defensa       | Bandera de Argentina | Libre. |
|         | Bandera de Venezuela | Mediocampista | Bandera de Venezuela | Libre. |
|         | Bandera de Colombia  | Delantero     | Bandera de Venezuela | Libre. |
|         | Bandera de Venezuela | Delantero     | Bandera de Venezuela | Libre  |
|         | Bandera de Venezuela | Mediocampista | Bandera de Venezuela | Venta. |
|         | Bandera de Venezuela | Mediocampista | Bandera de Venezuela | Venta. |
|         | Bandera de Venezuela | Mediocampista | Bandera de Venezuela | Venta. |
|         | Bandera de Venezuela | Mediocampista | Bandera de Venezuela | Venta. |

## Cuerpo técnico y directiva
- Director técnico:  Augusto Rondon
- Preparador físico:  Francisco Torres
- Kinesiólogo:  Wilkar Briceño
- Utilero:  Gabriel Vegas
- Presidenta:  Malave del Valle Pimentel
- Vicepresidente:  José Hidalgo
- Finanzas y legal:  Yuscatery Hidalgo
- Gerente General:  Juan E. Rondón
- Gerente Deportivo:  Fernand Lopez
- Coordinador:  Yeferson F. Salzin
- Publicidad y Mercadeo:  Nathasha Mercado

## Palmarés

### Torneos nacionales
- Primera División de Venezuela: 0
- Copa Venezuela: 0
- Segunda División de Venezuela: 0
- Tercera División de Venezuela: 0

## Categorías menores
Cafetaleros de Biscucuy tiene sus categorías menores desde sub-12, sub-17 y sub-20.